# Micropterix sikhotealinensis
Micropterix sikhotealinensis  (лат.) — вид мелких бабочек рода Micropterix, семейства Первичные зубатые моли (Micropterigidae). Впервые описан в 2000 году российскими энтомологами А. Г. Пономаренко и В. Беляевым.

## Описание
Внешне схож с Micropterix aureatella shikotanica (Kozlov, 1988), но отличается рисунком передних крыльев и чёрными чешуйками на голове.

## Распространение
Эндемик России; обитает в Чугуевском районе Приморского края, в таёжных участках в окрестностях села Ясное.
Обнаружен в местах произрастания пихты белокорой, ели аянской и берёзы жёлтой.